# Dyrektywa techniczna
Dyrektywa (norma) techniczna (instrumentalna, celowościowa, teleologiczna, praktyczna) - wskazuje sposób, w jaki należy postąpić, aby osiągnąć dany skutek (cel) w świecie fizycznym - np. żeby zdać egzamin należy się długo uczyć.  
Dyrektywom technicznym można przypisać wartości prawdy lub fałszu.